# Моё имя
«Моё имя» (кор. 마이 네임, Mai Neim; англ. My Name) — южнокорейский телесериал (дорама) с Хан Сохи, Пак Хисоном и Ан Бохёном. Первые три серии были показаны на 26-м Международном кинофестивале в Пусане в категории «На экране» 7 октября 2021 года. Сериал был выпущен на плафторме Netflix 15 октября 2021 года.

## Сюжет
История о женщине (Хан Сохи), которая присоединяется к организованной преступной группировке и проникает в полицию в качестве агента под прикрытием, чтобы узнать правду о смерти своего отца.

## В ролях

### Основной состав
- Хан Сохи — Юн Джиу/О Хеджин (кор. 윤지우/오혜진)[6]
- Пак Хисон — Чхве Муджин (кор. 최무진)
- Ан Бохён — Чон Пхильтто (кор. 전필도)

### Второстепенный состав
- Ким Санхо[англ.] — Чха Гихо
- Ли Хакчу[англ.] — Чон Тхэджу
- Юн Гёнхо[англ.] — Юн Донхун
- Пэк Чухи[англ.] — Кан Суён
- Мун Санмин — Ко Гунпён[7]

## Реакция
На веб-сайте Rotten Tomatoes сериал получил 100 % положительных отзывов от критиков.

## Награды и номинации
| Год  | Награда          | Категория                  | Получатель | Итог      | Ссылки |
| ---- | ---------------- | -------------------------- | ---------- | --------- | ------ |
| 2022 | APAN Star Awards | Лучшая актриса             | Хан Сохи   | Номинация | [ 9 ]  |
| 2022 | APAN Star Awards | Лучший актёр               | Ан Бохён   | Победа    | [ 9 ]  |
| 2022 | APAN Star Awards | Популярная актриса         | Хан Сохи   | Номинация | [ 9 ]  |
| 2022 | APAN Star Awards | Лучший актёр второго плана | Юн Гёнхо   | Номинация | [ 9 ]  |
| 2022 | Пэксан           | Лучшая женская роль        | Хан Сохи   | Номинация | [ 10 ] |
| 2022 | Голубой дракон   | Лучший актёр второго плана | Ан Бохён   | Номинация | [ 11 ] |
| 2022 | Голубой дракон   | Лучший актёр-новичок       | Чан Рёль   | Номинация | [ 11 ] |
| 2022 | Голубой дракон   | Лучшая актриса-новичок     | Хан Сохи   | Номинация | [ 11 ] |